# Azure Dreams
 (avril 2014).
Azure Dreams est un jeu vidéo de rôle sorti en 1998 sur PlayStation et en 2000 sur Game Boy Color. Il a pour suite Tao's Adventure: Curse of the Demon Seal.

## Système de jeu
Ce jeu vous permet de contrôler un personnage : "Koh" (par défaut), auquel vous pouvez donner le nom que vous souhaitez. 
Vous démarrez l'histoire avec la naissance de Koh (un ange vous propose justement de choisir votre nom), son enfance, puis la mort de son père, "Guy", dans une tour, appelée "tour des monstres".
Ce qui est intéressant dans ce jeu, c'est qu'il se partage en plusieurs jeux.
En premier lieu, vous pouvez suivre les traces de votre père dans la fameuse "tour des monstres". Dans ce cas, c'est un jeu RPG en coup par coup (un peu comme les zones de combat de Final Fantasy), dans lequel vous pouvez faire évoluer des familiers, gagner de l'argent, obtenir et améliorer un équipement pour votre personnage, grâce, notamment, aux altercations avec les monstres dans la tour. Plus votre équipement est perfectionné, et plus votre familier monte de niveau, plus vous allez pouvoir avancer loin dans la tour. Celle-ci détient 40 niveaux en tout, et le personnage qui a tué votre père ("Beldo"), vous y attend de pied ferme !
Ensuite, la deuxième zone de jeu se situe dans le village, dans lequel on oublie le coup par coup. Vous allez pouvoir rendre service aux gens qui vous entourent, mais pas que...
En effet, là où les développeurs ont marqué un bon point pour ce jeu, c'est dans les options, vu l'âge du jeu : vous pouvez, par exemple, construire des édifices pour les loisirs, le confort, la culture des villageois. Vous pouvez également obtenir des conquêtes amoureuses, et chacun de vos actes peuvent changer le cours des choses, à moindre échéance. Cela peut paraître banal aujourd'hui, mais encore une fois, pour l'époque du jeu, c'est une réelle avancée dans ce type de jeu.
Lorsque vous souhaitez faire une avancée dans votre partie "village", vous êtes obligé de retourner dans la tour. À chacun de vos retours, de nouvelles choses se passent (événements, bâtiments construits, mini missions, etc.)
Ce jeu regroupe pas mal de vices de l'espèce humaine, et c'est ce qui en fait toute l'originalité. Il est assez intemporel finalement et ne détient pas de fin réelle. Vous pouvez donc continuer votre partie, même lorsque vous avez rempli toutes les conditions pour la finir, car il y a possibilité de faire évoluer vos monstres, améliorer votre équipement, etc.

## Accueil
- GameSpot : 7,3/10 (PS)[1]

## Monstres, magies, compétences et fusions
Durant l'ascension de la tour, vous pourrez ramasser toute une variété de monstres d'élément eau, feu et vent. Certains auront déjà une magie " visible", mais pour les autres, il faut réaliser une fusion avec un autre monstre afin de la révéler.
La fusion des monstres peut paraitre au début un peu confuse...Plusieurs règles la gouvernent en même temps.
Tout d'abord, l'élément du monstre produit sera le plus fort des 2 ( Feu>Vent>Eau>Feu )
Par exemple, une fusion entre un monstre d'eau et un de feu donnera un monstre d'eau, entre un de vent et un de feu, un de feu...Je mettrai des exemples plus bas car il faut aussi tenir compte des niveaux respectifs des monstres et de l'emploi ou non d'un fruit Leva.
Voici la liste des monstres telle que donnée dans le Livre des monstres de Wendy en fonction de leur élément, de la magie qu'ils possèdent chacun, ainsi que les formes évoluées de ceux qui en sont pourvus car certaines bestioles changent de forme, de nom et de vitesse d'augmentation de stats quand elles passent le niveau 20, ce qui donnera lieu à une triche bien sympathique expliquée plus loin :

### Monstres

#### Feu
- Kwene - Brid
- Dragon (Kid > Niv20) - Haleine
- Kid  - Haleine
- Ifrit (Flame > Niv20) - Luge
- Flame  - Luge
- Grineut (Griffon > Niv20) - Montée
- Griffon - Montée
- Troll - Brid
- Ballon - Haleine
- Volcano - Brid
- Barong - Poison
- Weadog - Brid
- Naplass - Haleine
- Killer - Luge
- Tyrant - Montée
- Maximum - Haleine

#### Eau
- Saber (Snowman > Niv20) - DeMur
- Snowman - DeMur
- Ashra (Arachne > Niv20) - DeMiroir
- Arachne - DeMiroir
- Battnel (Nyuel > Niv20) - DeSoin
- Nyuel - DeSoin
- Pulumpa - DeSoin
- U-Boat - DeRocher
- Blume - DeMur
- Manoeva - DeForth
- Kraken - DeMur
- Viper - DeMiroir
- Mandara - DeForth
- Glacier - DeMiroir
- Takopoo (non jouable)
- Mushrom (non jouable)

#### Vent
- Death (Clown > Niv20) - LoBas
- Clown - LoBas
- Univern (Unicorn > Niv20) - LoAveugle
- Unicorn - LoAveugle
- Metal (Block > Niv20) - LoLiant
- Block - LoLiant
- Noise - LoSommeil
- Dreamin - LoSommeil
- Cyclone - LoGrave
- Picket - LoBas
- Stealth - LoAveugle
- Zu - LoGrave
- Garuda - LoBas
- Golem - LoBas
- Maliling (non jouable)
- Soilclaw (non jouable)